# Navarredonda y San Mamés
Navarredonda y San Mamés es un municipio español de la Comunidad de Madrid. Cuenta con una población de 151 habitantes (INE 2024).

## Geografía
Su situación geográfica corresponde a la de un municipio con un carácter marcadamente montañoso y una distribución espacial caracterizada por la ocupación forestal, la insignificante participación de tierras de cultivo y, a diferencia de otros municipios de la zona, por la escasez de rutas ganaderas.
Pueden distinguirse tres zonas representativas en el municipio:
- La zona de cumbres en la que se dan procesos erosivos eólicos y torrenciales, pendientes fuertes y frecuentes afloramientos rocosos.

- La segunda zona corresponde a las vertientes de sierra con pendientes cóncavas que se prolongan a lo largo de frecuentes caballones formando acusados ángulos en el pie de monte.

- La tercera zona se sitúa en la parte sur del municipio, donde están ubicados los núcleos, y su morfología corresponde a un espacio plano ondulado. Esta tercera zona puede considerarse como rama ligeramente encajada en la orientación del municipio hacia el sureste.

### Hidrografía
El Arroyo del Chorro o de Pinilla que pasa por San Mamés y desemboca en el embalse de Riosequillo y el Arroyo de la Nava que pasa por Navarredonda y desemboca en el Arroyo del Chorro. Ambos bajan de la sierra de Guadarrama y discurren en cauces delimitados nítidamente. En invierno, con el aumento de las precipitaciones, experimentan crecidas moderadas de caudal que modifican ligeramente el paisaje debido a los procesos erosivos.
El agua de estos arroyos llega hasta el núcleo urbano a través de dos fuentes situadas en los extremos relativos del núcleo.

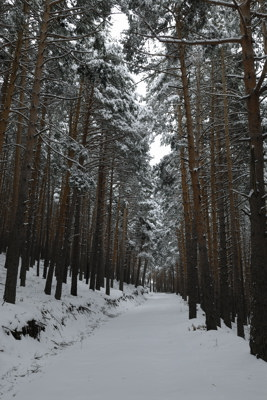
La sierra nevada

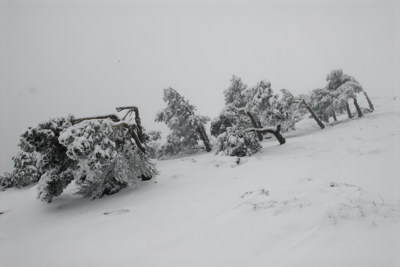
La sierra nevada

### Vegetación
En cuanto a la vegetación, Navarredonda es un claro ejemplo de municipio serrano ya que el 30% de su término está dedicado a usos forestales con predominio de las repoblaciones recientes. El resto de los tipos de vegetación presentes se encuentran en el 36% del suelo dedicado a prado y pastizales y el escaso espacio dedicado a cultivos (2%)
La vegetación consiste principalmente en robles, fresnos, encinas y monte bajo de carrasca, rebollo, jara, tomillo y retama en las zonas llanas, que se transforma en pinares en altitudes superiores a los 1400 m., aunque su desarrollo viene limitado por la pendiente del terreno y los fuertes vientos que azotan las cumbres, zona en la que el matorral forma estructuras almohadilladas de pocos centímetros, conocidas como piornal.
Como resultado de este mosaico vegetal, el valor naturalístico de este municipio se centra en sus valores estéticos, así como en una alta calidad del medio.

## Historia
Navarredonda fue fundada por los árabes a mediados del siglo XI. Surgió, en un principio, como simples agrupaciones de cabañas de pastores, pues desde su origen la comarca consideró la ganadería como la base de su riqueza económica. En el siglo XII fue repoblada con pastores segovianos procedentes de Sepúlveda.
Existe un gran vacío en la historia del municipio, de manera que los primeros datos fiables de esta comarca se remontan al siglo XVI, y figuran en el catastro del marqués de la Ensenada, actualmente guardado en el Castillo de Chinchón. En este catastro se catalogan las tierras y la gente que habitaba y explotaba estas tierras. En aquel momento había varios pueblos más que hoy ya han desaparecido como Rendales, Reymoros, etc.
Durante los siglos siguientes tampoco encontramos datos contrastables, pero se cree que el pueblo cambió muy poco, la economía seguía siendo de subsistencia y la población era escasa. A mediados del siglo XIX, Navarredonda incorporó al municipio de San Mamés, que en aquel entonces contaba con 107 vecinos.
Ya en el siglo XX las informaciones nos remiten al periodo de la guerra civil española (1936-1939). En Navarredonda se instaló un destacamento republicano, mientras que en los pueblos de alrededor como La Serna o Braojos de la Sierra se ubicó el frente franquista, que no avanzó más allá de Buitrago del Lozoya.
En un momento dado, se produjo un bombardeo a Navarredonda pues cerca de este pueblo se situaban las trincheras de los rojos. El bombardeo se produjo desde uno de los montes de La Serna, sitio estratégico para aniquilar la zona de la resistencia. El pueblo entero fue evacuado: algunos se fueron a Pinilla de Buitrago, núcleo cercano en el que los combates habían cesado, y otros fueron reubicados en chalets de Colmenar Viejo, que fueron expropiados a las personas adineradas por los republicanos, y durante seis meses no pudieron regresar a Navarredonda.
Durante toda la guerra la iglesia fue utilizada como puesto de mando de los republicanos, por ello los nacionales la quemaron y bombardearon dejándola en ruinas hasta que fue reconstruida en 1962.
En 1936 el municipio de Navarredonda y San Mamés estaba gobernado por el alcalde “Tío Carolo”, simpatizante de la derecha política. Cuando "los rojos" se establecieron en el pueblo quisieron asesinarle, pero algunos mozos republicanos oriundos de Navarredonda lo evitaron al hacerse responsables de él, salvándole la vida.
Tras la victoria de las tropas franquistas algunos de los habitantes de esta zona fueron llevados a campos de concentración. El “Tío Carolo” envió cartas a los dirigentes políticos y consiguió que algunos de los presos fueran liberados.
Después de este periodo devastador se reconstruyeron las casas y edificios que habían resultado dañados, además se edificaron el ayuntamiento y las escuelas y se incorporó un moderno sistema de alcantarillado y agua corriente en torno a 1974.
Desde este momento hasta la actualidad apenas han acontecido sucesos relevantes, quizá destacar la progresiva pérdida de población de estos núcleos, que desde 1950 no ha hecho sino descender. En 2001 el municipio de Navarredonda cambió su nombre por el de Navarredonda y San Mamés.

## Demografía
Cuenta con una población de 151 habitantes (INE 2024).
| Gráfica de evolución demográfica de Navarredonda y San Mamés entre 1842 y 2021 |
| |
| Población de derecho según los censos de población del INE Población de hecho según los censos de población del INEEn este censo se denominaba Navaredonda: 1842 En estos censos se denominaba Navarredonda: 1857, 1860, 1877, 1887, 1897, 1900, 1910, 1920, 1930, 1940, 1950, 1960, 1970, 1981 y 1991 Entre el censo de 1857 y el anterior, crece el término del municipio porque incorpora a 285013 (San Mamés) |

## Transporte y comunicaciones

### Carreteras
Salida de Madrid por la carretera local e incorporación a la M-30. Se sale de la M-30 (Salida 0: A-1 / Alcobendas / San Sebastián de los Reyes / M-40 / Campo de Las) y se toma la A-1/N-I, posteriormente se deja la A-1/N-I (Salida 74: Buitrago del Lozoya / Villavieja del Lozoya / Gascones) y se toma la M-634, la M-635 y por último el desvío a la M-974 que lleva a Navarredonda.
La distancia por carretera desde el centro de Madrid es de 89 km (una hora y 4 minutos).

### Transporte público
Navarredonda y San Mamés tiene cuatro líneas de autobús y dos de ellas tienen cabecera en el Intercambiador de Plaza de Castilla. Todas las líneas son operadas por la empresa ALSA y son:
| Línea | Recorrido                                                       |
| ----- | --------------------------------------------------------------- |
| 191   | Navarredonda - Buitrago del Lozoya - Madrid (Plaza de Castilla) |
| 195   | Madrid (Plaza de Castilla) - Braojos                            |
| 195A  | Circular Buitrago del Lozoya - Gargantilla, por Lozoyuela       |
| 195B  | Circular Buitrago del Lozoya - Gargantilla, por Villavieja      |

La línea 191 sólo da servicio a Navarredonda y San Mamés con una única expedición hacia Madrid de lunes a viernes laborables. La línea 195 sólo da servicio a Navarredonda y San Mamés los sábados laborables, domingos y festivos, con una única expedición de ida y otra de vuelta, ambos días. Se recomienda consultar horarios.

## Economía
Los vecinos se dedicaban al cultivo de trigo, centeno, lino, hortalizas y heno y empleaban los pastos para alimentar ovejas merinas, vacas, yeguas y pollinos. Además criaban cerdos aprovechando las bellotas de los encinares, que explotaban asimismo para la producción de leña y carbón vegetal, habitando en Navarredonda varios maestros carboneros. También se recolectaba la miel que producían 11 colmenas en San Mamés y una en Navarredonda.
En el término de Navarredonda tuvo especial importancia la explotación de los bosques para carbón de leña y el aprovechamiento de las regueras para la producción agrícola.
La industria siempre ha sido escasa pues ninguno de los dos pueblos cuenta con ningún tipo de fábrica, ya que en este municipio la industria se limita a la producción artesanal de algunos productos como cestos de mimbre y arreglos florales.
Igual de irrisorio ha sido el comercio, ya que más allá de la venta de algunos productos naturales obtenidos de la recogida de la siembra, sólo han existido bares y una pequeña tienda de ultramarinos que cerró en la década de los 90.
Finalmente, el turismo se ha visto reactivado tras la construcción de varias casas rurales dispersas por ambos núcleos. Además se están llevando a cabo medidas de promoción de la zona mediante la creación de rutas naturales que tienen como objetivo dar a conocer los lugares más importantes de la sierra norte de Madrid.

## Cultura

### Patrimonio

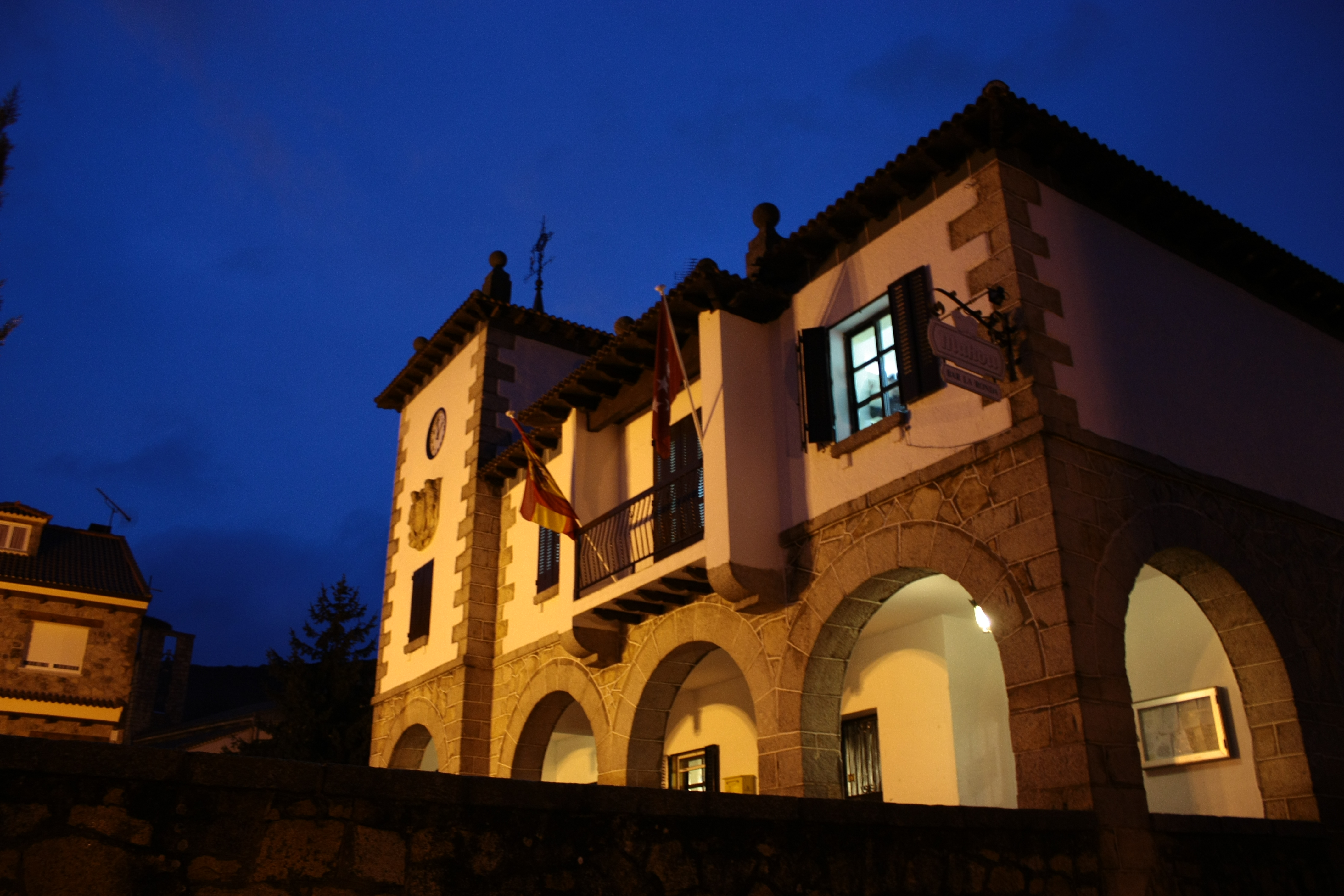
Casa consistorial
Está situado en la plaza principal del núcleo de Navarredonda. Fue construido en la posguerra por el organismo público Regiones Devastadas. El edificio se compone de dos plantas. Aunque al principio ambas se utilizaban como ayuntamiento y como iglesia improvisada, en la actualidad hay situado en la parte inferior el bar “La Ronda”, el único que aún sigue en funcionamiento. En la parte superior existen varias salas empleadas para reuniones y como almacén de los archivos oficiales. Una de las salas se convirtió en la última década en el centro de acceso público a Internet (CAPI).
Ermita de San Mamés

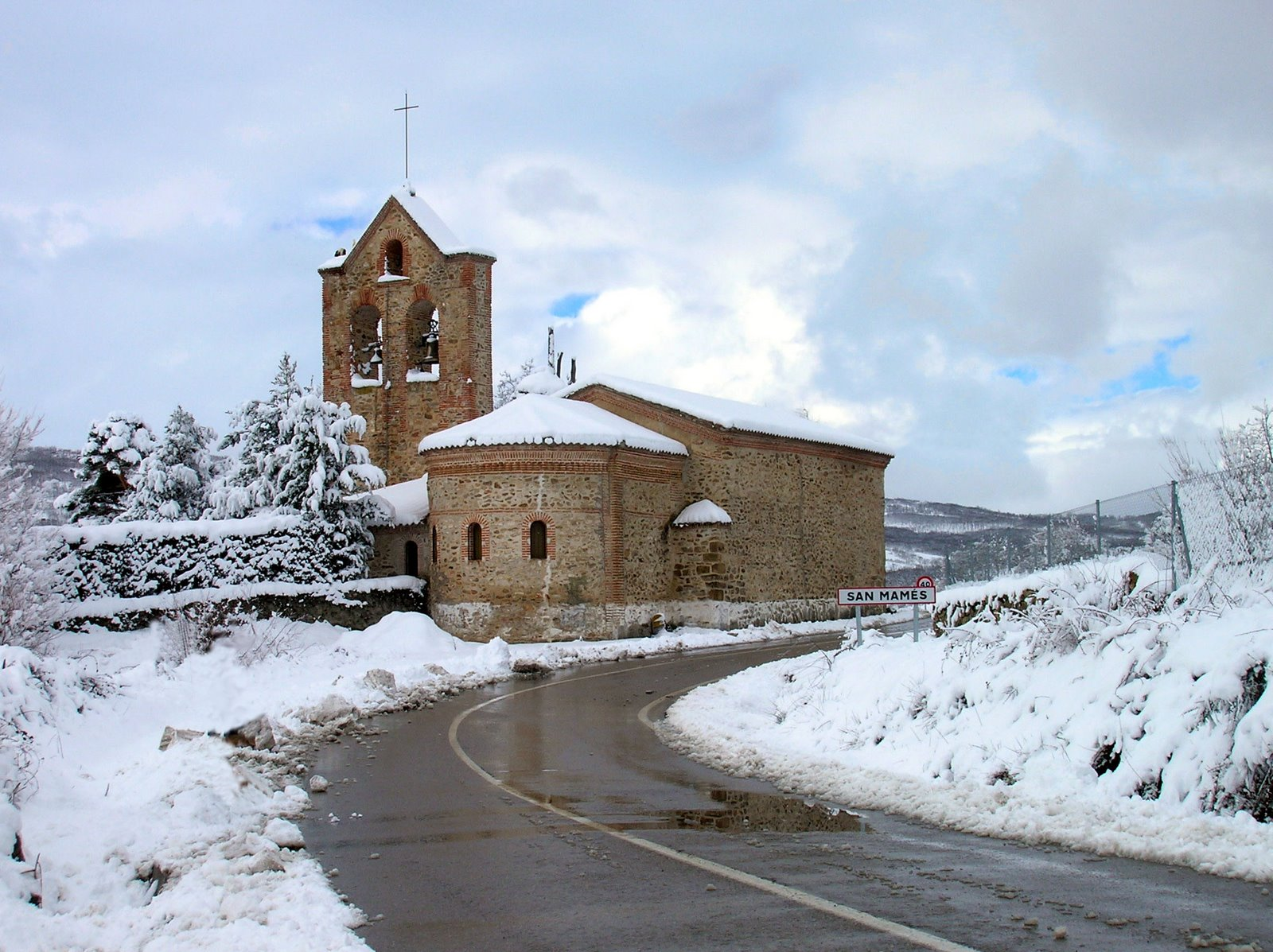
Iglesia San Mames

Situada a las afueras del núcleo, la ermita de San Mamés llegó a convertirse en el templo de mayor importancia del entorno. Su exterior es de mampostería y ladrillo, y bajo el alero del ábside, han sido trazados juegos decorativos en los ladrillos. En la parte sur de la iglesia encontramos un pequeño jardín que precede la entrada que se cobija bajo un pórtico; junto a él puede verse un pequeño cementerio. En el interior, la decoración está formada por un conjunto de pinturas murales modernas de estilo neorrománico.
Fue el escenario de la coronación de la reina de Castilla Juana la Loca.
Iglesia de San Miguel Arcángel
Situada en Navarredonda pero fuera de su plaza principal, resultó seriamente dañada durante la guerra civil española, pero fue reconstruida en 1962. Posteriormente ha sufrido otra reforma. De la fachada original de la iglesia ya solamente se conserva el ábside semicircular románico.
Escuelas de Navarredonda
Están situadas en la plaza principal, en el lado opuesto al ayuntamiento y, como este, fue construido durante la época de la posguerra española. Este edificio estuvo funcionando como centro educativo para los niños desde los 5 a los 14 años hasta la década de los 70. Posteriormente ha sido tomado como centro cultural del pueblo, en el que se llevan a cabo cursillos organizados por el ayuntamiento. También es utilizado para reuniones y como lugar de entretenimiento.
Chorro de San Mamés

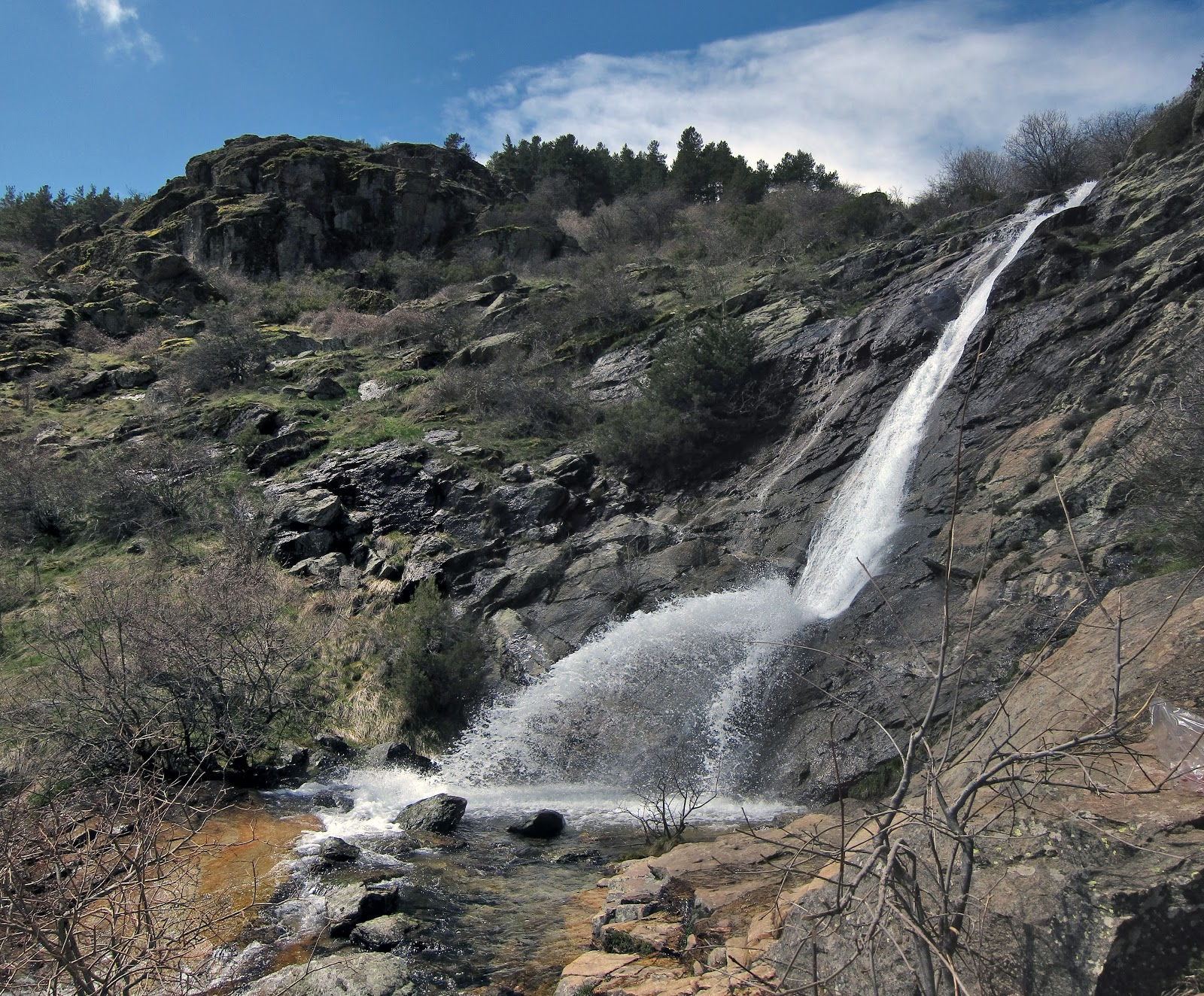
Chorrerona o Chorrera de San Mames (Madrid)

También conocido como la Chorrerona o la Chorrera de San Mamés, está situado a escasa distancia de este pueblo. Se trata de un salto de agua que proviene del Arroyo del Chorro o Arroyo de Pinilla, uno de los afluentes del Río Lozoya.
Existe una ruta de aproximadamente 3 horas que tiene como origen la plaza de San Mamés y como destino esta cascada cuyo caudal se mantiene todo el año aumentando notablemente en invierno.

### Fiestas
- Fiestas de San Ildefonso: se llevan a cabo el 23 de enero, con el baile de La Vaquilla y una comida.

- Fiestas en Honor al Santo Mamés: se celebran del 17 al 19 de agosto. Se realizan actos religiosos como procesiones, y se organizan juegos infantiles y concursos. Cada noche se instala una orquesta que proporciona música y baile en la plaza del pueblo.

- Fiestas de Verano en Navarredonda: tienen lugar el último fin de semana de agosto. Se organizan actos religiosos, juegos infantiles y para adultos, concurso de disfraces, vermú y, también, baile en la plaza. Además se lleva a cabo “La Ronda”, acontecimiento nocturno en el que los jóvenes van cantando por las casas del pueblo las coplillas tradicionales.

- Fiestas de San Miguel Arcángel: el 29 de septiembre, se celebra misa y procesión a cuyo término hay una cena.

- FestiValle: es la Feria de promoción turística y cultural de la Mancomunidad de Servicios "Valle Medio del Lozoya" que se celebra a comienzos del mes de septiembre. Esta festividad va rotando en cuanto a su lugar de celebración, siendo cada año en uno de los cuatro pueblos de la Mancomunidad –Gargantilla del Lozoya, Navarredonda, San Mamés y Pinilla de Buitrago-

Pasacalles, talleres, comercio justo, exposiciones, juegos tradicionales e infantiles, y actuaciones para los niños son algunas de las actividades que se realizan durante el día. Además se organiza una comida al aire libre, y por la noche tienen lugar los conciertos. Desde 2009 no se celebra esta fiesta por problemas de presupuesto de la CAM.